# Vasile Horga
Vasile Horga (n. 3 martie 1954, Lupoaia) este un politician român care a ocupat funcția de senator în legislatura 2000-2004 ales în județul Dâmbovița pe listele partidului PRM. De asemenea Vasile Horga a ocupat funcția de deputat în legislatura 2012-2016 pe listele PNL.
Vasile Horga a fost implicat în mai multe scandaluri locale, potrivit jurnaliștilor de la secundatv.ro.
Conform biografiei sale oficiale, Vasile Horga este profesor universitar la Universitatea Valahia din Târgoviște.

## Controverse
Pe 9 iunie 2017 Vasile Horga a fost trimis în judecată de Parchetul de pe lângă Înalta Curte de Casație și Justiție pentru infracțiunea de ucidere din culpă a unui pieton. 